# Vuiteboeuf
Vuiteboeuf ist eine politische Gemeinde im Distrikt Jura-Nord vaudois des Kantons Waadt in der Schweiz.

## Geographie
Vuiteboeuf liegt auf 589 m ü. M., 7 km westnordwestlich der Bezirkshauptstadt Yverdon-les-Bains (Luftlinie). Das Dorf erstreckt sich an der Mündung der Baumine in den Arnon, unterhalb der Gorges de Covatanne, in einer Talniederung am Jurasüdfuss.
Die Fläche des 5,0 km² grossen Gemeindegebiets umfasst einen Abschnitt des Jurafussplateaus. Der Gemeindeboden erstreckt sich vom Tal der Brine über das nach Südosten geneigte Plateau bis zum direkt am Jurafuss parallel zum Gebirge fliessenden Arnon. Im Norden reicht das Gebiet den Steilhang der vordersten Jurakette hinauf (Côte de Vugelles), während im Westen der Hang des Mont de Baulmes noch zu Vuiteboeuf gehört. Mit 1160 m ü. M. wird hier der höchste Punkt der Gemeinde erreicht. Von der Gemeindefläche entfielen 1997 7 % auf Siedlungen, 42 % auf Wald und Gehölze, 50 % auf Landwirtschaft und etwas weniger als 1 % war unproduktives Land.
Zu Vuiteboeuf gehören das Dorf Peney (565 m ü. M.) auf dem Jurafussplateau oberhalb der Brine sowie einige Einzelhöfe. Die Nachbargemeinden von Vuiteboeuf sind im Nordwesten Sainte-Croix, im Norden Bullet, im Nordosten Vugelles-La Mothe, im Osten Orges, im Süden Champvent und im Südwesten Baulmes.

## Bevölkerung
Mit 585 Einwohnern (Stand 31. Dezember 2023) gehört Vuiteboeuf zu den kleinen Gemeinden des Kantons Waadt. Von den Bewohnern sind 88,0 % französischsprachig, 2,9 % portugiesischsprachig und 2,2 % sprechen Albanisch (Stand 2000). Die Bevölkerungszahl von Vuiteboeuf belief sich 1870 auf 465 Einwohner. Danach wurde aufgrund starker Abwanderung bis 1980 eine Abnahme um mehr als 50 % auf 228 Einwohner verzeichnet, seither hat die Bevölkerung wieder deutlich zugenommen.

## Wirtschaft
Vuiteboeuf war bis Ende des 19. Jahrhunderts ein hauptsächlich durch die Landwirtschaft geprägtes Dorf. Seit dem 17. Jahrhundert gab es am Arnon mehrere Mühlen und Sägereien. Vom Ende des 19. Jahrhunderts bis 1960 existierte eine Spieldosenfabrik. Heute lebt die Bevölkerung vom lokalen Kleingewerbe und von der Landwirtschaft, wobei der Ackerbau überwiegt. Ferner gibt es ein Elektrizitätswerk. In den letzten Jahrzehnten hat sich Vuiteboeuf zu einer Wohngemeinde entwickelt. Zahlreiche Erwerbstätige sind deshalb Wegpendler, die vor allem in Yverdon arbeiten.

## Verkehr
Die Gemeinde liegt an der Hauptstrasse von Yverdon nach Sainte-Croix. Am 27. November 1893 wurde die Schmalspurbahn Chemin de fer Yverdon - Ste-Croix in Betrieb genommen. Der Bahnhof befindet sich ausserhalb des Ortes auf halber Strecke zwischen Vuiteboeuf und Peney. Daneben wird Vuiteboeuf durch den Postautokurs bedient, der von Yverdon nach Novalles verkehrt.

## Geschichte
Das Gemeindegebiet war schon sehr früh besiedelt, was durch die Funde von Grabhügeln aus der frühen Eisenzeit bezeugt wird. Die erste urkundliche Erwähnung des Ortes erfolgte 1024 unter dem Namen Vaitibo, 1405 erschien die Bezeichnung Vuitebo. Der Ortsname leitet sich vom germanischen vardô (bewachen, hüten) und dem lateinischen bos (Rind, Ochse) ab.
Vuiteboeuf gehörte seit dem Mittelalter zur Herrschaft Grandson. Mit der Eroberung der Waadt durch Bern im Jahr 1536 kam der am rechten Ufer des Arnon gelegene Ortsteil zur Landvogtei Yverdon, der linksufrige Teil zur Vogtei Grandson. 1798 wurde bei Vuiteboeuf ein Kampf zwischen den Revolutionären aus der Waadt und Frankreich sowie den berntreuen Bewohnern von Grandson ausgetragen, der mit einer Niederlage letzterer endete. Nach dem Zusammenbruch des Ancien Régime gehörte das Dorf als Teil des Bezirks Grandson von 1798 bis 1803 während der Helvetik zum Kanton Léman, der anschliessend mit der Inkraftsetzung der Mediationsverfassung im Kanton Waadt aufging. 1803 wurde Vuiteboeuf dem Bezirk Orbe zugeteilt.

## Sehenswürdigkeiten
Die frühere Pfarrkirche in Peney wurde 1907 bis auf den Turm abgerissen, nachdem 1904 eine neue Kirche am Ortsrand von Vuiteboeuf erbaut worden war. Auf der Höhe rechts des Tälchens der Baumine befinden sich die Ruinen des Château des Tours, das einst den Herren von Grandson gehörte und während der Burgunderkriege zerstört wurde.

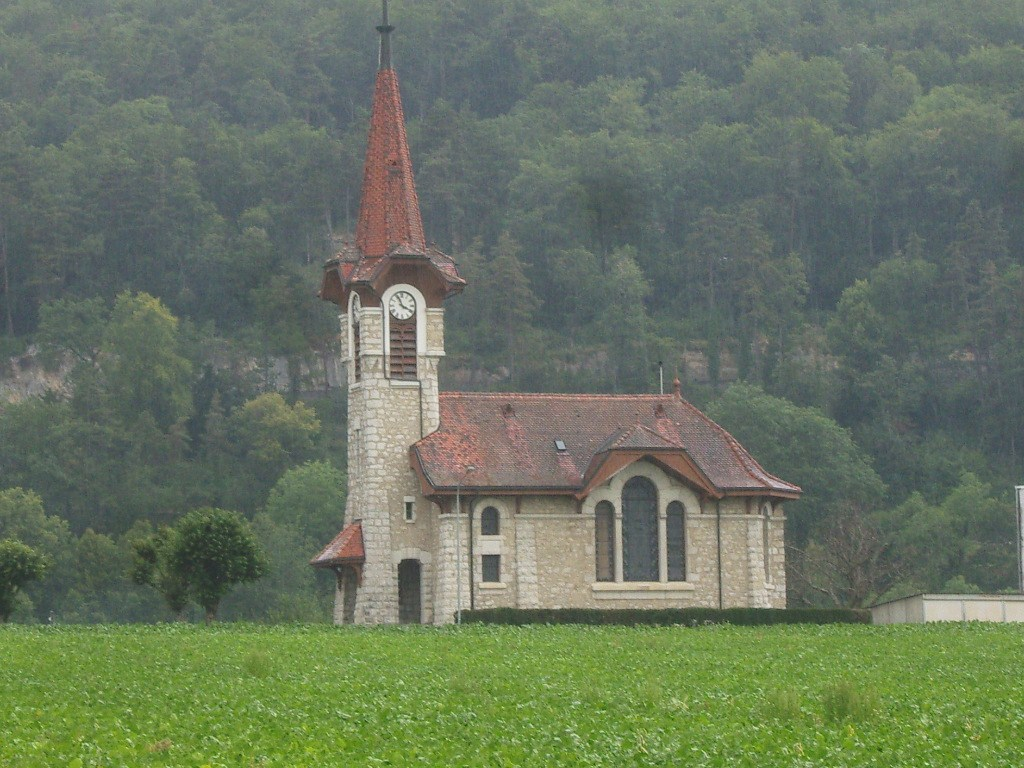
Kirche von Vuitebœuf
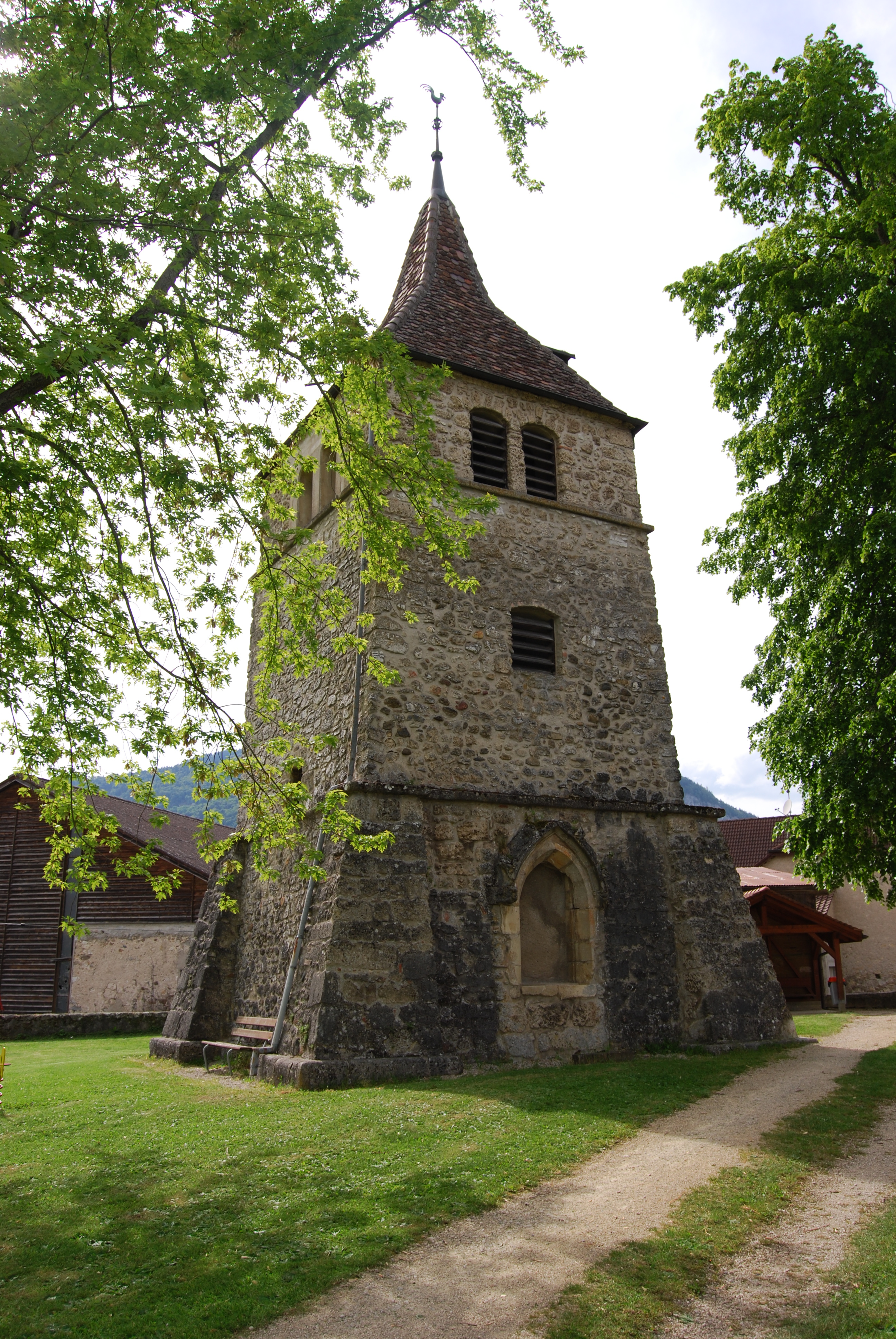
Ehemaliger Kirchturm von Peney
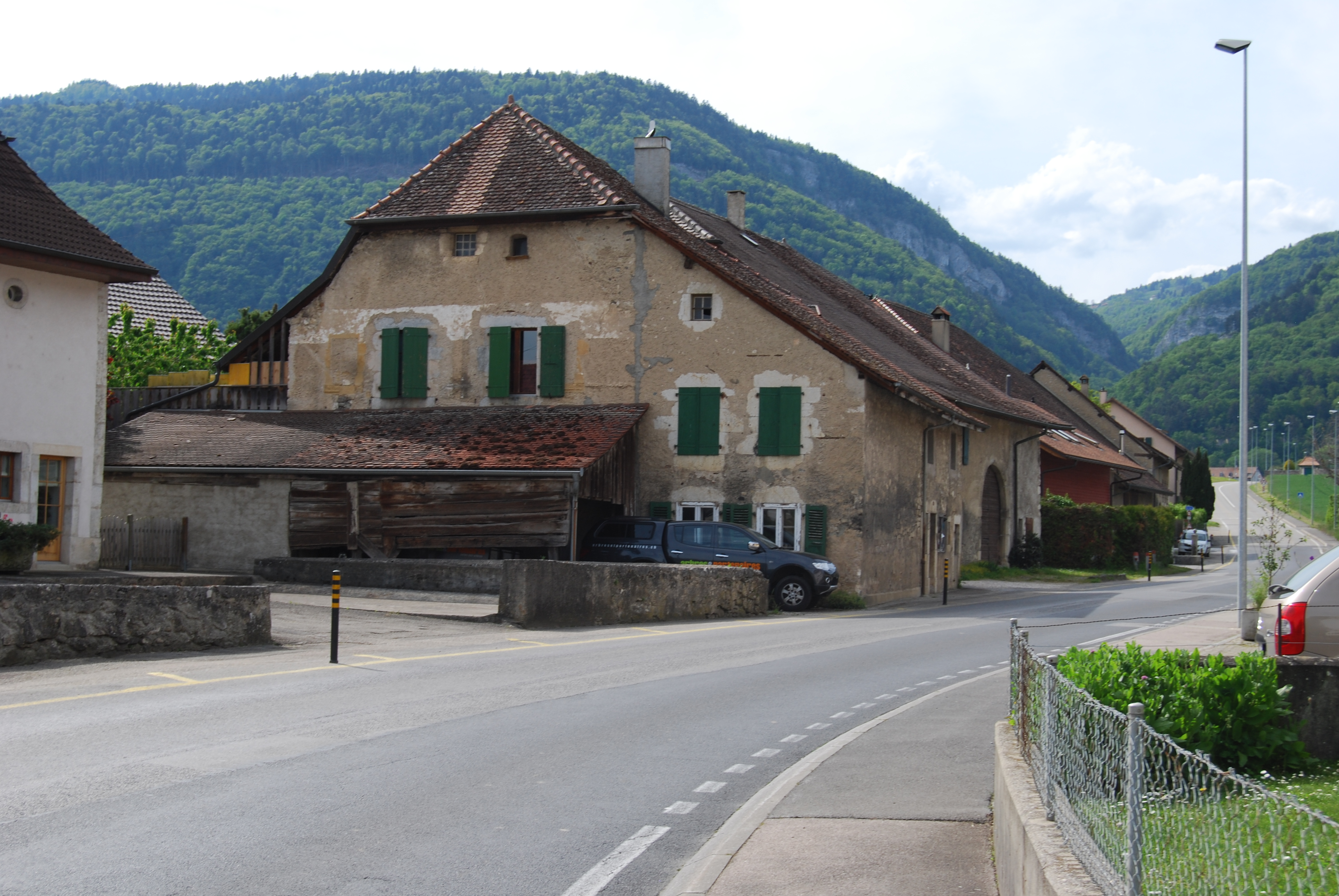
Dorfzentrum von Peney